# Tommy Dorfman
Tommy Dorfman (Atlanta, 12 de mayo de 1992) es una actriz trans estadounidense conocida por su actuación como Ryan Shaver en la serie de Netflix 13 Reasons Why (2017).

## Biografía
Dorfman nació y creció en Atlanta (Georgia) en el seno de una familia judía. Se graduó en el programa de drama en la Universidad  Fordham en 2015 con una licenciatura en artes teatrales. Después de graduarse fue elegida para el papel de, Ryan Shaver en el drama de  Netflix 13 Razones Por qué.  En 2017, también ayudó a diseñar una colección de moda con ASOS. En octubre de 2017, Dorfman fue premiada con el Premio Rising Star Premio por GLAAD.

## Vida personal
Dorfman estuvo casada con Peter Zurkuhlen desde el 12 de noviembre de 2016 hasta 2021. El 22 de julio de 2021, Dorfman anunció que era transgénero.

## Filmografía
| Año  | Título            | Función     | Notas                         |
| ---- | ----------------- | ----------- | ----------------------------- |
| 2009 | Foreign Exchange  | Estudiante  | Cortometraje                  |
| 2013 | In My Skin        | Julian      | Cortometraje                  |
| 2016 | I-Witness         | Rob Jr.     | Episodio: "The Smith Sisters" |
| 2017 | Por trece razones | Ryan Shaver | 11 episodios                  |
| 2019 | Jane the Virgin   | Bobby       | 8 episodios                   |
| 2020 | Love, Victor      | Justin      | 1 episodio                    |